# Zeugophora varians
Zeugophora varians är en skalbaggsart som beskrevs av George Robert Crotch 1873. Zeugophora varians ingår i släktet Zeugophora och familjen Megalopodidae. Inga underarter finns listade i Catalogue of Life.